# 步扬
步扬（？—？），姬姓，郤氏，又为步氏，名扬，又作郤步扬，中国春秋時期晋国人物。他在韩之战时为晋惠公的御戎，根据《世本》记载，他是郤义之子，他的儿子是郤犨、蒲城鹊居，蒲城鹊居的儿子是郤至。郤犨、郤至和郤錡在晋景公、晋厉公时代号称三郤，权势极大，最终导致了郤氏的灭亡。